# Reteporella mediterranea
Reteporella mediterranea is een mosdiertjessoort uit de familie van de Phidoloporidae. De wetenschappelijke naam van de soort is voor het eerst geldig gepubliceerd in 1948 door Hass.